# Флаг Аландских островов
Флаг Аландских островов является официальным символом одноимённой автономной провинции Финляндии с 1954 года. Неофициально флаг был создан в 1935 году.
Флаг Аландов похож на шведский, то есть представляет собой прямоугольное полотнище синего цвета со скандинавским крестом жёлтого цвета. Однако жёлтый крест на Аландском флаге шире и в него вставлен скандинавский крест красного цвета, символизирующий связь с Финляндией.
С 1922 года до 1954 года использовался сине-жёлто-синий флаг. Сейчас он также используется на неофициальном уровне.
Флаг Оркнейских островов в Шотландии, созданный в 2007 году, является полной противоположностью флагу Аландских островов[значимость факта?].

## Галерея

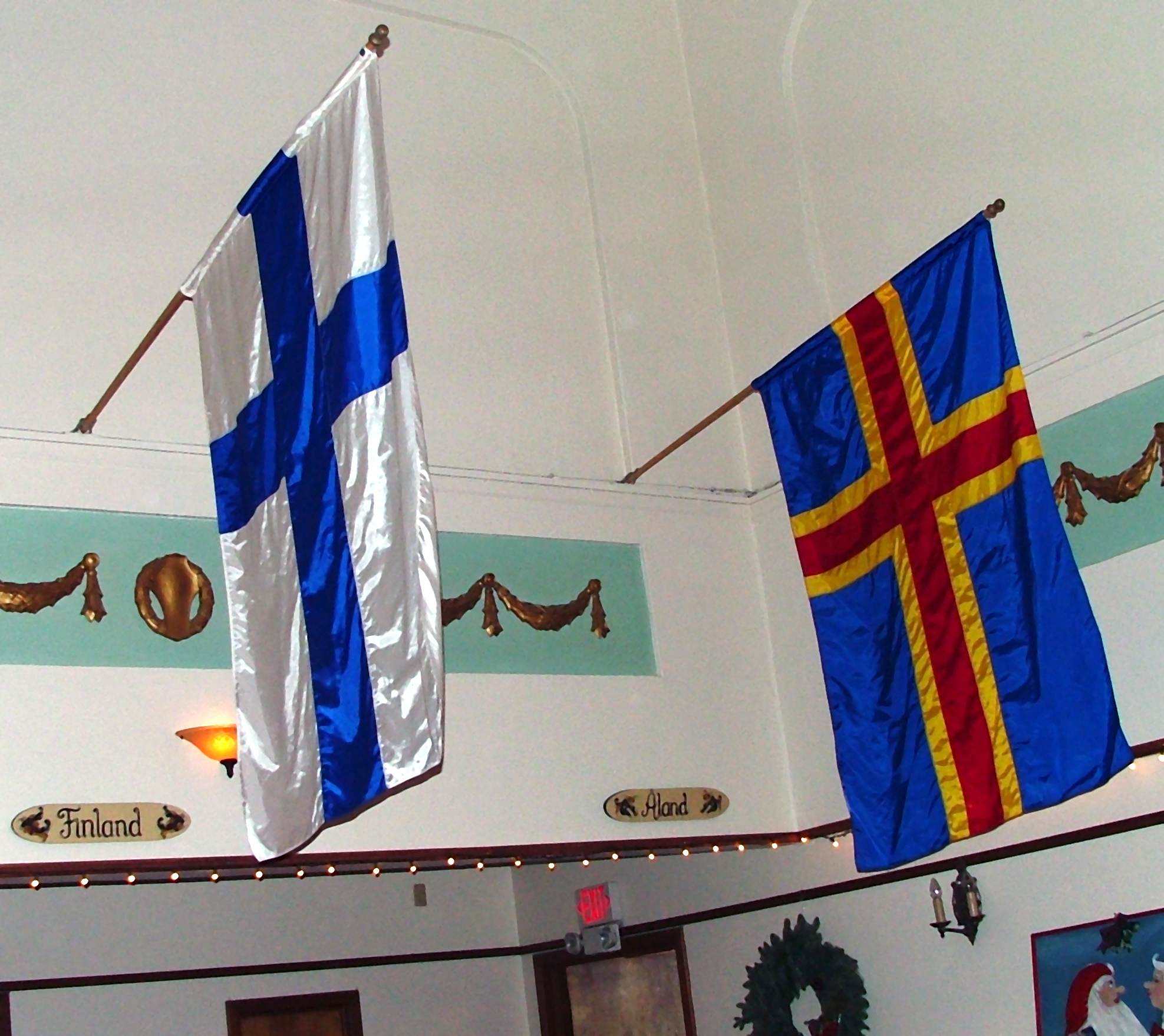
Флаги Финляндии и Аландских островов
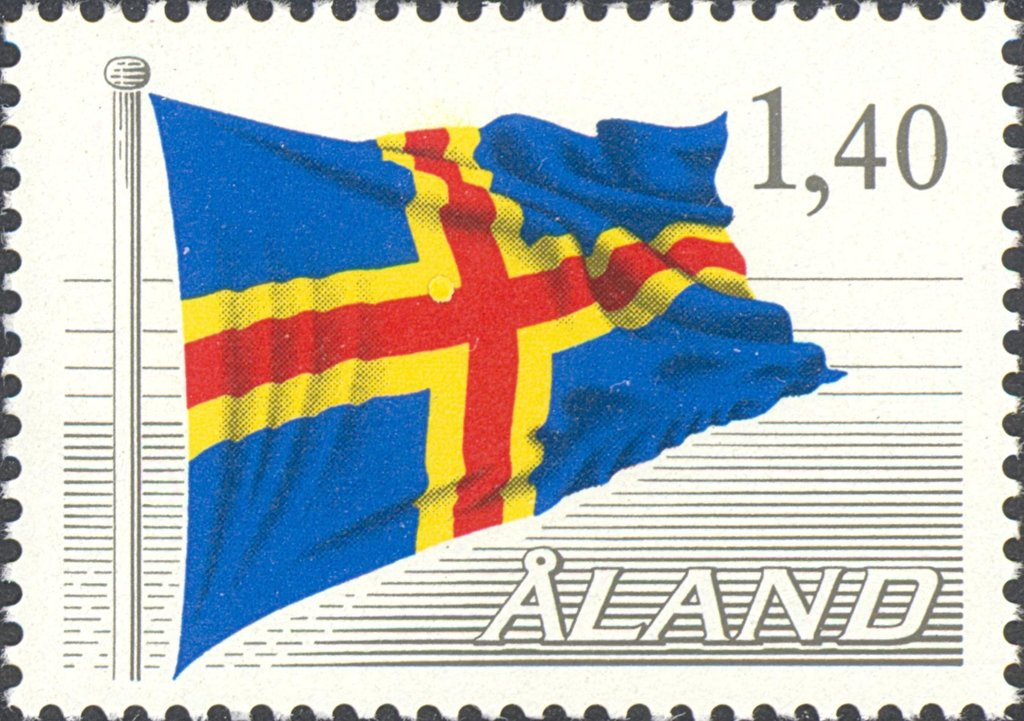
Почтовая марка, 1984 г.